# Trzy Kopce (Beskid Śląski)
Trzy Kopce (1082 m n.p.m.) – szczyt w Paśmie Klimczoka i Szyndzielni w Beskidzie Śląskim, położony ok. 750 m na południowy zachód od Klimczoka. Z sąsiednim na zachód Stołowem łączy się poprzez Siodło pod Trzema Kopcami. Jest zwornikiem dla odgałęziającego się tu na północ poprzez przełęcz Karkoszczonkę Beskidu Węgierskiego, łączącego go z pozostałą częścią Beskidu Śląskiego. W tym kierunku z Trzech Kopców opada płytki grzbiecik oddzielający dolinki Potoku Wilczego i potoku Polczany. Północno-zachodni stok opada do Doliny Wapienicy, a dokładniej do dolinki jej dopływu – potoku Barbara.
Szczyt graniczny między miastami Bielsko-Biała i Szczyrk oraz wsią Brenna. Na początku XVIII wieku Andrzej Komoniecki nazywał szczyt Goryczną Skałą. Obecna nazwa, podobnie jak w przypadku Trzech Kopców Wiślańskich, pochodzi od trzech kamiennych kopców granicznych, jakie ustawiono tu, aby oznaczyć poszczególne obszary. W tym przypadku kopce oznaczały granice trzech wsi: Brennej, Wapienicy i Szczyrku, ale jednocześnie, od XVII w., granice Księstwa Cieszyńskiego i hrabstwa bielskiego należących do Austrii oraz dominium łodygowieckiego leżącego w granicach Polski. Później, do 1950, zbiegały się tu granice powiatów cieszyńskiego, bielskiego i bialskiego.
Na południowym skłonie szczytu znajdują się trzy jaskinie: Jaskinia w Trzech Kopcach, kojarzona ze zbójnikami Wojciechem i Mateuszem Klimczokami mającymi ponoć tam kryjówkę, oraz Jaskinia w Trzech Kopcach Druga i Jaskinia w Trzech Kopcach Trzecia. Na północnym stoku odkryto kamienne kopczyki, podobne do tych z Palenicy, jeszcze jednak ich nie przebadano.
W latach 30. XX wieku na szczycie powstało schronisko turystyczne na Trzech Kopcach, prowadzone przez Roberta Urbanke i jego żonę Anielę. Obiekt został zniszczony pod koniec II wojny światowej. Ruiny schroniska rozebrano ostatecznie po 1949. Jego fundamenty są widoczne tuż przy żółtym szlaku turystycznym z Klimczoka na Błatnią.
Po południowo-wschodniej stronie góry biegnie czerwony szlak z Siodła pod Klimczokiem na Przełęcz Salmopolską, zaś przez stoki południowo-zachodnie – czerwono znakowany szlak narciarski z Klimczoka przez Trzy Kopce i przełęcz Karkoszczonkę do Szczyrku.

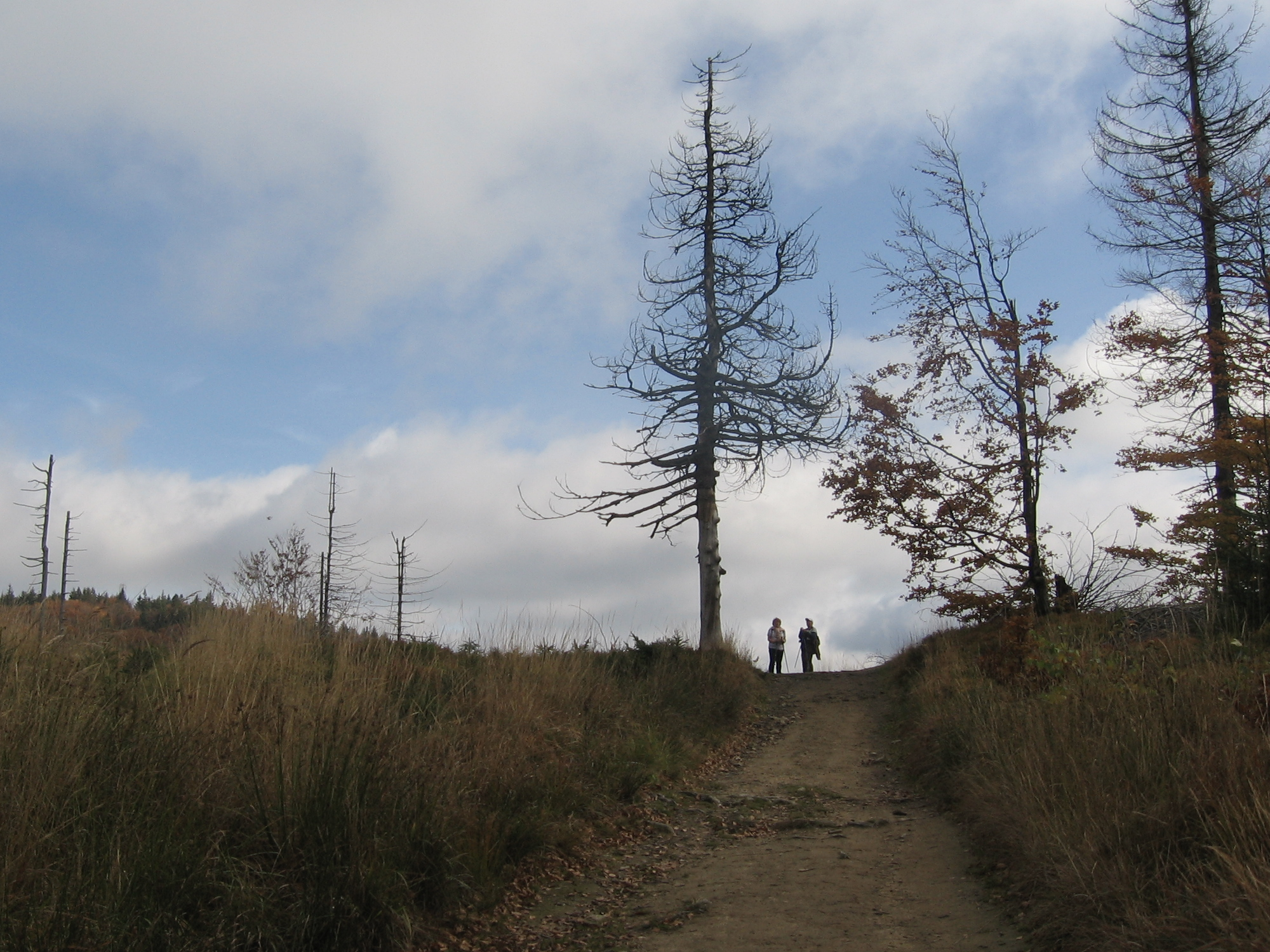
Na szczycie (2017)
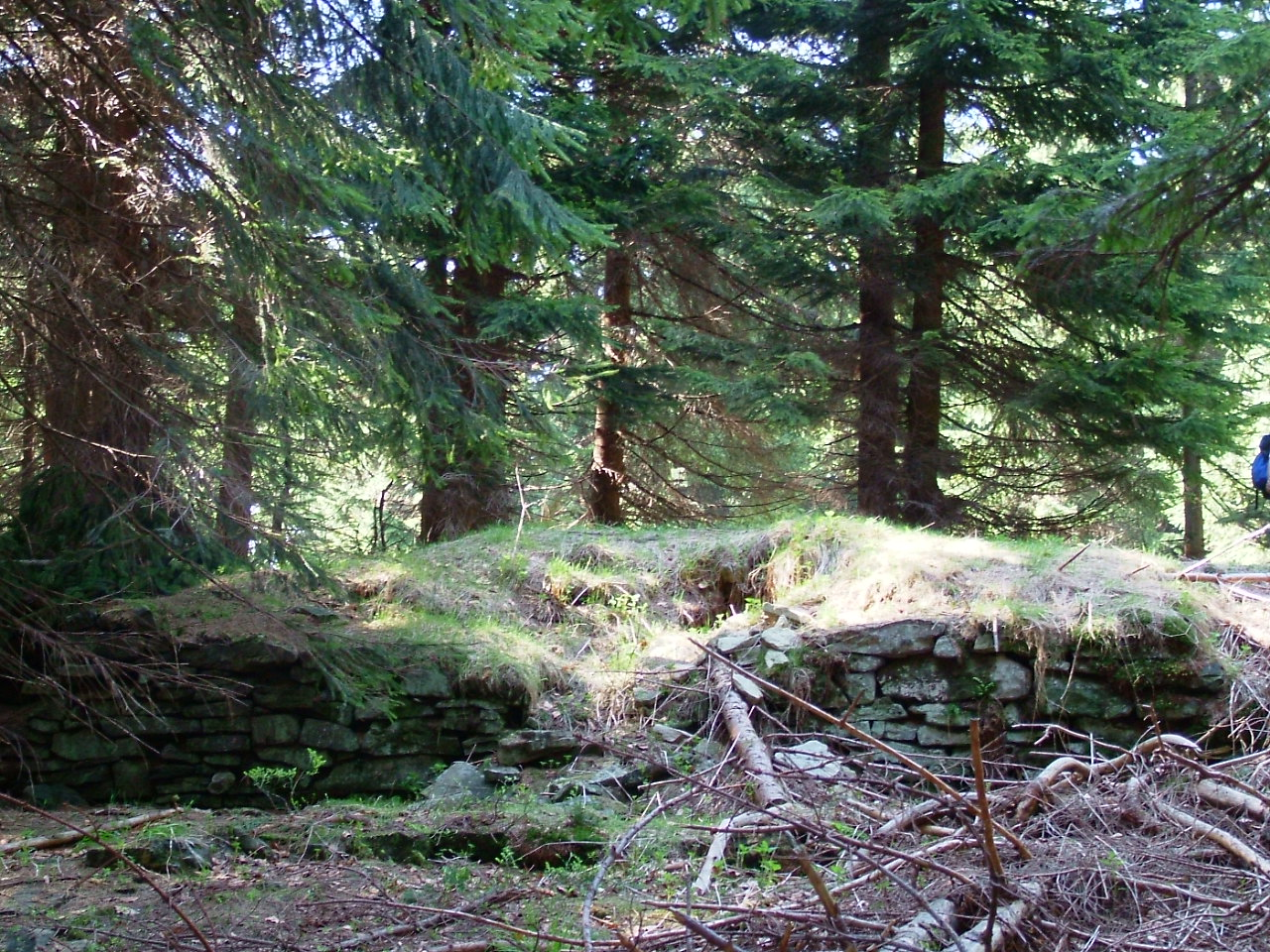
Pozostałości schroniska turystycznego na Trzech Kopcach